# 哈马 (德国)
哈马是德国下萨克森州的一个市镇。总面积29.29平方公里，总人口2880人，其中男性1479人，女性1401人（2011年12月31日），人口密度98人/平方公里。